# Jan Wang Rui
Jan Wang Rui OFS (chiń. 王銳若望) (ur. 25 lutego 1885 w Xinli, prowincja Shanxi w Chinach, zm. 9 lipca 1900 w Taiyuan) − seminarzysta, tercjarz franciszkański, męczennik, święty Kościoła katolickiego.

## Życiorys
Jan Wang Rui urodził się we wsi Xinli, powiat Wenshui, prowincja Shanxi. Był najstarszym z trójki dzieci Józefa Wang Daxing i Cecyli Liu. W wieku 10 lat został przyjęty do niższego seminarium duchownego w Dong’ergou razem ze swoim kuzynem Janem Chrzcicielem Wang Zi. Wkrótce został przeniesiony do wyższego seminarium w Taiyuan. Uczestniczył z biskupem Fogolla i trzema innymi seminarzystami w Międzynarodowej Wystawie Chińskiej Kultury i Sztuki w 1898 r. i podróży po Europie, z której wrócili wiosną 1899 r. Do Taiyuan razem z nim udało się dziewięciu młodych księży i siedem zakonnic ze zgromadzenia Franciszkanek Misjonarek Maryi. Wkrótce po tym podczas powstania bokserów doszło do prześladowań chrześcijan w Chinach. W związku z tym biskup odesłał seminarzystów do domów. Jan Wang Rui jednak został w seminarium. Zarządca prowincji Shanxi Yuxian nienawidził chrześcijan. Z jego polecenia biskup Grzegorz Grassi został aresztowany razem z 2 innymi biskupami (Franciszek Fogolla, Eliasz Facchini), 3 księżmi, 7 zakonnicami, 7 seminarzystami, 10 świeckimi pomocnikami misji i kilkoma wdowami. Aresztowano również protestanckich duchownych razem z ich rodzinami. Wśród aresztowanych znalazł się Jan Wang Rui. Został stracony razem z biskupem i innymi katolikami z rozkazu gubernatora Shanxi 9 lipca 1900 r. W tym dniu zabito łącznie 26 męczenników. W styczniu 1901 r. nowy zarządca prowincji urządził ich uroczysty pogrzeb.

## Dzień wspomnienia
9 lipca w grupie 120 męczenników chińskich.

## Proces beatyfikacyjny i kanonizacyjny
Beatyfikowany 24 listopada 1946 r. przez Piusa XII w grupie Grzegorz Grassi i 28 Towarzyszy. Kanonizowani w grupie 120 męczenników chińskich 1 października 2000 r. przez Jana Pawła II.